# Ciriaco Sforza
Ciriaco ("Ciri") Sforza (Wohlen, 2 maart 1970) is een voormalig Zwitsers profvoetballer en huidig voetbalcoach. Als speler was hij gedurende de jaren negentig een van de meest succesvolle voetballers van Zwitserland.

## Clubcarrière

### Grasshopper en FC Aarau
Sforza begon in zijn woonplaats met voetballen bij het plaatselijke FC Villmergen en later bij FC Wohlen. In 1986 maakte hij de overstap naar de Zwitserse topclub Grasshopper waar hij al op jonge leeftijd debuteerde. Toen in het seizoen 1988/89 echter Ottmar Hitzfeld als trainer werd aangesteld, wilde hij Sforza omscholen tot rechtsback waarop de Zwitser vertrok naar FC Aarau om als middenvelder actief te kunnen blijven. Nadat hij twee seizoenen onder contract had gestaan, keerde de 20-jarige Sforza in 1990 terug naar Grasshopper om daar een basisplaats proberen te bemachtigen. Het grootste succes dat Sforza kende tijdens zijn periode in Zürich was het winnen van het landkampioenschap in 1991. Daarnaast werd hij in het seizoen 1992/93 verkozen tot Zwitsers voetballer van het jaar.

### 1. FC Kaiserslautern en Bayern München
Na zijn uitverkiezing vertrok de middenvelder naar Duitsland en tekende Sforza een contract bij 1. FC Kaiserslautern. Daar kende hij een succesvolle periode op persoonlijke vlak, waarna Bayern München in 1995 besloot om de middenvelder over te nemen. Als gewenste aankoop van de nieuwe trainer Otto Rehhagel begon Sforza met hoge verwachtingen aan het seizoen 1995/96. Deze kon hij echter niet waarmaken en nadat Rehhagel werd ontslagen tegen het einde van het seizoen, kwam met de komst van Franz Beckenbauer als opvolger er ook een voortijdig einde aan Sforzas periode bij Bayern München.

### Internazionale en terugkeer bij 1. FC Kaiserslautern
Na het winnen van de UEFA Cup vertrok Sforza naar Internazionale. Daar werd hij herenigd met de voormalig bondscoach van het Zwitserse elftal Roy Hodgson. Maar ook in Italië wist Sforza niet te imponeren en zat hij voornamelijk op de bank. Na opnieuw slechts één seizoen onder contract te hebben gestaan keerde de Zwitser terug naar Duitsland bij zijn voormalige club 1. FC Kaiserslautern. De club was net onder leiding van Rehhagel gepromoveerd naar de Bundesliga en de Zwitser zou een van de meest succesvolle seizoenen uit zijn carrière tegemoet gaan. Als absolute leider van de promovendus had Sforza een belangrijk aandeel in het verrassenderwijs binnenhalen van de landstitel. Ook de twee daaropvolgende seizoenen bleef de Zwitser presteren in het tricot van Kaiserslautern.

### Bayern München en derde periode 1. FC Kaiserslautern
In 2000 besloot Sforza opnieuw een kans te wagen bij Bayern München maar opnieuw wist de Zwitser niet te imponeren. Hitzfeld had Sforza aangetrokken als de beoogde vervanger van Stefan Effenberg maar de Zwitser zat vaak op de bank en kon geen plek afdwingen in het elftal. Desondanks won hij met de club echter nog wel de Champions League en de Wereldbeker. Nadat Sforza al maanden niet meer voorkwam in de plannen van Hitzfeld, werd het contract met de middenvelder in augustus 2002 ontbonden.
Enkelen dagen later tekende hij voor de derde maal een verbintenis bij zijn voormalige werkgever 1. FC Kaiserslautern. Vanwege blessures kwam hij daar echter niet meer zoveel in actie. Ook kwam hij in aanvaring met trainer Michael Henke, wat uiteindelijk zijn vertrek bij de club inluidde gedurende oktober 2005. Sforza was inmiddels bijna tien seizoenen actief geweest bij de club.

## Interlandloopbaan
Sforza speelde tien jaar lang voor het Zwitserse elftal waarin hij 79 interlands afwerkte. Hoogtepunten waren onder andere deelname aan het WK voetbal in 1994 (waarin Zwitserland de achtste finale bereikte) en het EK voetbal in 1996 (ondanks een sportief mindere periode bij Bayern München). Onder leiding van bondscoach Ulrich Stielike maakte hij zijn debuut op 21 augustus 1991 in de vriendschappelijke wedstrijd tegen Tsjecho-Slowakije (1-1) in Praag. Zijn laatste interland volgde op 6 oktober 2001 tegen Rusland in Moskou, waar de Zwitsers met 4-0 verloren.

## Trainerscarrière
Al tijdens zijn actieve loopbaan in de Bundesliga haalde Sforza een A-licentie om te kunnen coachen. Vanaf het seizoen 2006/07 tot en met augustus 2008 was hij trainer van FC Luzern, als opvolger van René van Eck. Zijn UEFA-diploma haalde Sforza gedurende zijn tijd bij Luzern, nadat de Zwitserse voetbalbond goedkeuring had gegeven aan deze constructie. Uiteindelijk werd hij ontslagen na een reeks teleurstellende resultaten. Medio 2009 werd Sforza aangesteld als nieuwe trainer van zijn voormalige club Grasshopper. In april 2012 besloot hij echter op te stappen bij de club na het behalen van een reeks teleurstellende resultaten.

## Erelijst
0Grasshopper
- Nationalliga A: 1990/91
- Schweizer Cup: 1987/88

 1. FC Kaiserslautern
- Bundesliga: 1997/98

 FC Bayern München
- UEFA Cup: 1995/96
- Bundesliga: 2000/01
- UEFA Champions League: 2000/01
- Wereldbeker voor clubteams: 2001

Individuele prijzen
- Zwitsers voetballer van het jaar: 1992/93